# Pra não dizer que não falei das flores (Caminhando)
El sencillo «Pra não dizer que não falei das flores» (Para no decir que no hablé de las flores), conocido también como «Caminhando» (Caminando), es una canción creada por el músico brasileño Geraldo Vandré. Fue estrenada en vivo en el III Festival Internacional da Canção de 1968, donde resultó premiada con el segundo lugar, e inmediatamente fue prohibida por la dictadura militar que gobernaba Brasil en ese momento. A partir de ese momento la canción se convirtió en un símbolo de la resistencia contra la dictadura.

## La música
La canción está construida sobre la base de un ritmo lento y marcado, que reproduce el ritmo de una marcha y le confiere la característica de un himno y que se sucede sobre la reiteración permanente de dos acordes tocados solo con una guitarra: fa# menor-mi mayor.
Las melodías de las estrofas y el estribillo están compuestas sobre la base de las mismas notas y siguen el mismo ritmo, sin embargo las estrofas siguen una acentuación marcada que transmite la idea de marcha constante, que es dejada de lado en el estribillo en coincidencia con el llamado a marchar ("¡ven, vamos!"), para generar un tono de decisión y optimismo.

## Censura
Fue estrenada en vivo en el III Festival Internacional da Canção de 1968, donde resultó premiada con el segundo lugar, e inmediatamente fue prohibida por la dictadura militar que gobernaba Brasil en ese momento. A partir de ese momento la canción se convirtió en un símbolo de la resistencia contra la dictadura.

## Versiones
La primera artista en interpretar "Caminhando" después de que los militares dispusieran su censura fue Simone, en 1979, obteniendo un gran éxito de crítica y público. La canción ha sido grabada también por Ana Belén, Zé Ramalho y Charlie Brown Jr.
En 2006 la canción fue usada por el gobierno de Lula para mostrar sus Políticas de Educación, pero con un ritmo diferente.
En el año 2009 Reboot, un conocido productor de música electrónica, lanza por el sello Seis es Drums una canción titulada "Caminando", del EP Baile/Caminando, este remix utiliza el coro de Caminhando. El remix de Caminhando de Reboot se ha convertido un éxito en el mundo de la música electrónica.